# Каменев, Сергей Сергеевич
Серге́й Серге́евич Ка́менев (4 [16] апреля 1881, Киев — 25 августа 1936, Москва) — советский военачальник, командарм 1-го ранга (1935), бывший офицер Генерального штаба Русской императорской армии, полковник (1915).

## Биография
Родился в Киеве в дворянской семье военного инженера. Православного вероисповедания. Воспитанник Киевского кадетского корпуса (выпуск 1898 года).

### Служба в Русской императорской армии
1 сентября 1898 года вступил на военную службу и был зачислен юнкером в Александровское военное училище (Москва). Окончил училище по 1-му разряду. 9 августа 1900 года произведён из портупей-юнкеров в подпоручики (со старшинством в чине с 09.08.1899), с назначением на службу в 165-й пехотный Луцкий полк (Киев). В 1900—1904 годах служил в полку батальонным адъютантом. С 10 октября 1904 года — поручик (со старшинством с 09.08.1903).
В 1907 году окончил в С.-Петербурге Николаевскую военную академию Генерального штаба (в том числе — дополнительный курс) по 1-му разряду.
Пётр Семёнович Махров так характеризовал Каменева:
Каменев был одного выпуска со мной из Академии Генерального штаба, и мы с ним были в дружеских отношениях. Несмотря на его усидчивость, Академия давалась ему трудно… Он был хорошим офицером Генерального штаба и отлично командовал полком в конце войны. Его политических убеждений я не знал, но во время революции он умел ладить с комитетами, а потом, попав в Красную армию, он служил большевистскому правительству так же честно, как и царю, и Временному правительству.
7 мая 1907 года за отличные успехи в науках произведён в штабс-капитаны и причислен к Генеральному штабу.
С 6 ноября 1907 по 7 ноября 1909 года штабс-капитан Каменев отбывал цензовое командование ротой в своём 165-м пехотном Луцком полку. Одновременно, в период командования ротой, был внештатным преподавателем в Киевском военном училище, преподавал тактику и топографию.
26 ноября 1909 года назначен помощником старшего адъютанта штаба Иркутского военного округа. С 6 декабря 1909 года — капитан Генерального штаба.
С 10 февраля 1910 года — старший адъютант штаба 2-й кавалерийской дивизии (Сувалки). Одновременно преподавал на краткосрочных штабс-капитанских курсах Виленского военного округа по подготовке ротных командиров.
С 26 ноября 1911 года — помощник старшего адъютанта в оперативно-мобилизационном отделе штаба Виленского военного округа (Вильно). Высочайшим приказом от 6 декабря 1912 года был награждён орденом Св. Станислава 3-й степени.
В 1914 году принимал участие в киевской военной игре, на которой разыгрывался будущий план войны.
Участник Первой мировой войны.
4 сентября 1914 года Генерального штаба капитан Каменев назначен исполняющим должность помощника старшего адъютанта отдела генерал-квартирмейстера штаба 1-й армии. 06.12.1914 произведён в подполковники (старшинство с 06.12.1913), с назначением старшим адъютантом того же отдела.
6 декабря 1915 года произведён в полковники с утверждением в занимаемой должности (15 августа 1916 года установлено старшинство в чине с 06.12.1914).
Каменев пользовался репутацией добросовестного и усердного офицера. Особых талантов в нём не усматривалось. Это был типичный «момент», не лучше и не хуже других. Несколько замкнутый, молчаливый, он не выделялся из рядов сослуживцев...
Юрий Галич.
В начале марта 1917 года был назначен командиром 30-го пехотного Полтавского полка.
В годы войны, за отлично-усердную службу и труды, понесённые во время военных действий, был удостоен 4-х орденов и Высочайшего благоволения Государя Императора.
После Октябрьской революции примкнул к большевикам.
С 25 ноября 1917 года — начальник штаба 15-го армейского корпуса, затем, до апреля 1918 года, — начальник штаба 3-й армии. На эту должность был выдвинут армейским комитетом. Проводил демобилизацию 3-й армии и эвакуацию военного имущества. По занятии немцами Полоцка, Каменев с армейским комитетом переехал в Нижний Новгород, где завершил демобилизацию и ликвидацию 3-й армии.

### Служба в Красной армии РСФСР

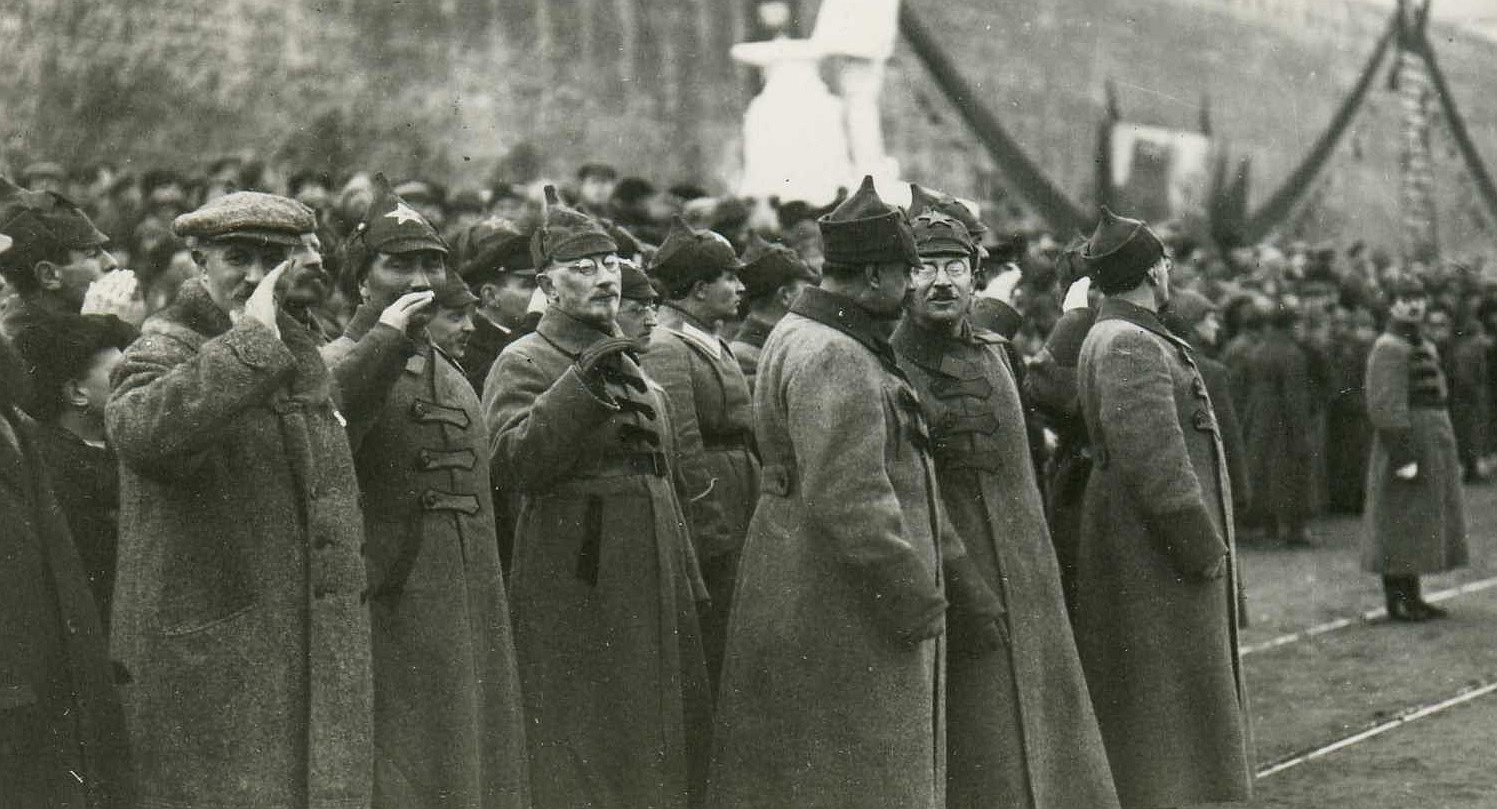
C. C. Каменев (в центре боком) на параде 7 ноября 1922 года

В 1917 году Каменеву попался сборник Григория Зиновьева и Владимира Ленина «Против течения», который, по его словам, «произвёл ошеломляющее впечатление, открыл новые горизонты».
В апреле 1918 года Сергей Сергеевич Каменев добровольно вступил на службу в Рабоче-крестьянскую Красную армию Советской России. Был назначен военным руководителем Невельского района Западного участка отрядов завесы.
Участник Гражданской войны в России.
С июня 1918 года — командир 1-й Витебской пехотной дивизии. При поддержке Л. Д. Троцкого Каменев постоянно назначался на высшие посты в РККА.
С августа 1918 года — военный руководитель Западного участка завесы и одновременно военрук Смоленского района.
С августа (сентября) 1918 по июль 1919 года (с перерывом в мае 1919) — командующий войсками Восточного фронта. Руководил наступлением Красной армии на Волге и Урале. Здесь, при проведении оборонительных и наступательных операций против армий адмирала Колчака, ярко раскрылось его полководческое дарование.
С 8 июля 1919 по апрель 1924 года — главнокомандующий вооружёнными силами Республики (утверждается, что на посту главкома он заменил Вацетиса по предложению И. Т. Смилги).

…основная работа в Реввоенсовете находится в руках товарища Склянского и группы беспартийных спецов, состоящих из Главкома Каменева, Шапошникова и Лебедева. Эта группа — очень добросовестные, трудолюбивые и знающие дело работники.— Из ответа членов Политбюро ЦК РКП(б) на письмо Л. Д. Троцкого от 8 октября 1923 г. 19 октября 1923 г.

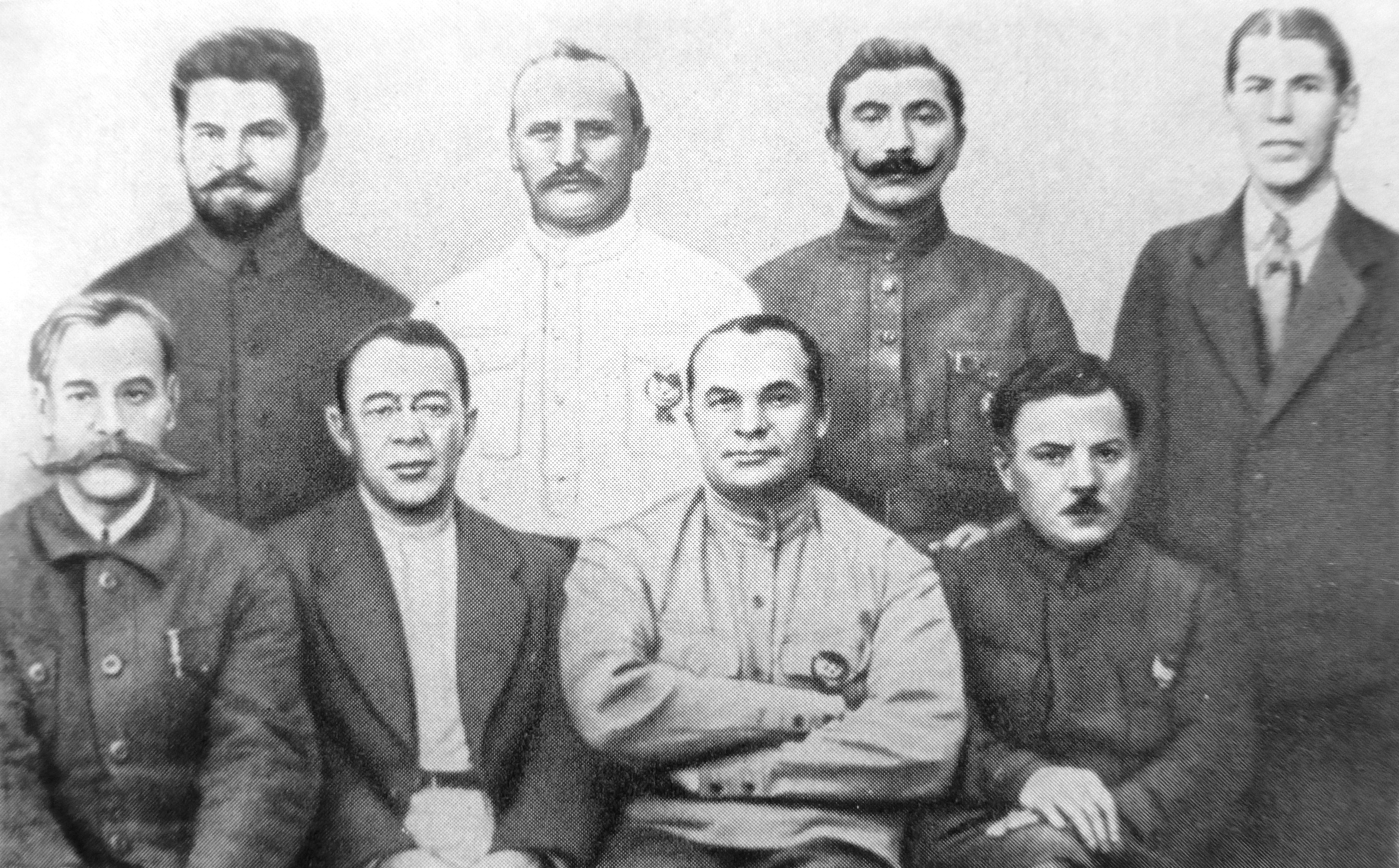
Командиры Первой Конной армии в Полевом штабе РККА: сидят Каменев С. С., Гусев С. И., Егоров А. И., Ворошилов К. Е., стоят Лебедев П. П., Петин Н. Н., Будённый С. М., Шапошников Б. М.

В соответствии с директивами ЦК РКП(б), В. И. Ленина, под руководством Каменева осуществлялись операции против войск Деникина и Врангеля, по отражению наступления Польши.
В 1919 году Каменев был награждён Золотым боевым оружием (шашкой) со знаком ордена Красного Знамени РСФСР.
В 1920 году он разработал план наступления на Польшу, но не смог его осуществить из-за недооценки сил противника, а также противодействия командования Юго-Западного фронта — А. И. Егорова и И. В. Сталина.
С середины 1921 по начало 1922 года находился на Туркестанском фронте, организовывая широкие боевые действия против басмачества. При его участии были подавлены контрреволюционные восстания в Карелии, Бухаре, Фергане и Тамбовское восстание.

С. С. Каменев был, несомненно, способным военачальником, с воображением и способностью к риску. Ему не хватало глубины и твёрдости. Ленин потом сильно разочаровался в нём и не раз очень резко характеризовал его донесения: «Ответ глупый и местами неграмотный».— Л. Д. Троцкий, «Сталин»
У Каменева сложились дружеские отношения с С. И. Гусевым и М. В. Фрунзе; в то же время, достаточно сложными и конфликтными у него были отношения как с Л. Д. Троцким, так и с И. В. Сталиным.

### Служба в РККА после Гражданской войны

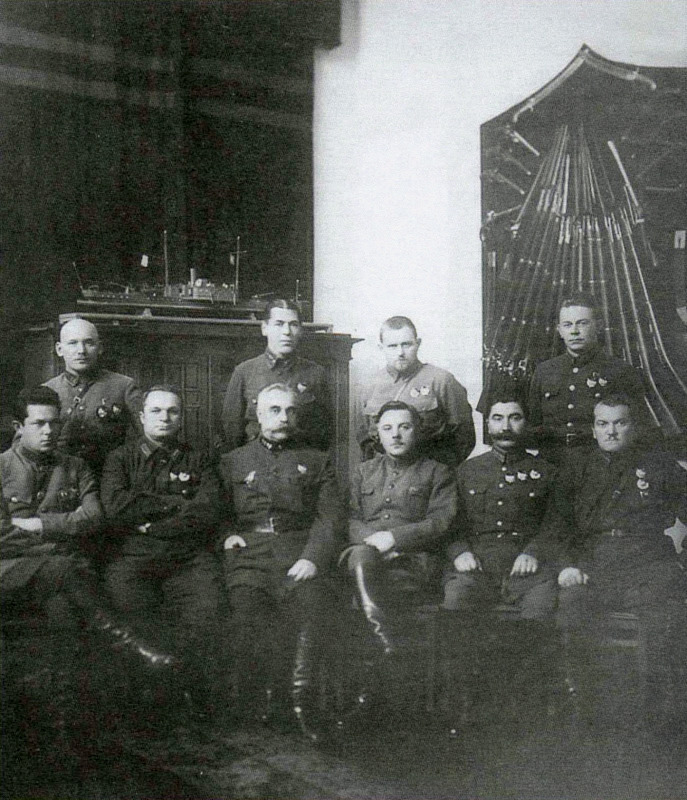
Члены Реввоенсовета СССР. Первый ряд (слева направо): И. Э. Якир, А. И. Егоров, С. С. Каменев, К. Е. Ворошилов, С. М. Будённый, М. К. Левандовский; второй ряд (стоят): К. А. Авксентьевский, Б. М. Шапошников, И. П. Белов, И. П. Уборевич. Декабрь 1927

С апреля 1924 года — инспектор РККА, а с марта 1925 — начальник штаба РККА. С ноября 1925 года — главный инспектор, а с августа 1926 года — начальник Главного управления РККА, главный руководитель цикла тактики Военной академии им. Фрунзе, одновременно с апреля 1924 по май 1927 года — член Реввоенсовета СССР. С мая 1927 года — заместитель наркома по военным и морским делам и заместитель председателя Реввоенсовета СССР.
В 1930 году на XVI съезде Каменев был принят в ВКП(б). В 1934 году был делегатом на XVII съезде ВКП(б).
С переформированием в марте 1934 года Наркомата по военным и морским делам в Наркомат обороны и упразднением в июне того же года Реввоенсовета СССР ликвидированы и занимаемые Каменевым должности. 1 июля 1934 года приказом Наркома обороны Сергей Сергеевич Каменев был назначен начальником Управления ПВО РККА и таким образом понижен в должности.
В 1935 году Каменеву было присвоено звание командарма 1-го ранга, в то время как пятерым военачальникам, служившим во время Гражданской войны под общим командованием Каменева (Ворошилову, Будённому, Блюхеру, Егорову и Тухачевскому) было присвоено более высокое звание маршала.
Был одним из организаторов ОСОАВИАХИМа, много занимался освоением Арктики, осуществляя помощь итальянской экспедиции Умберто Нобиле и зажатому льдами «Челюскину».

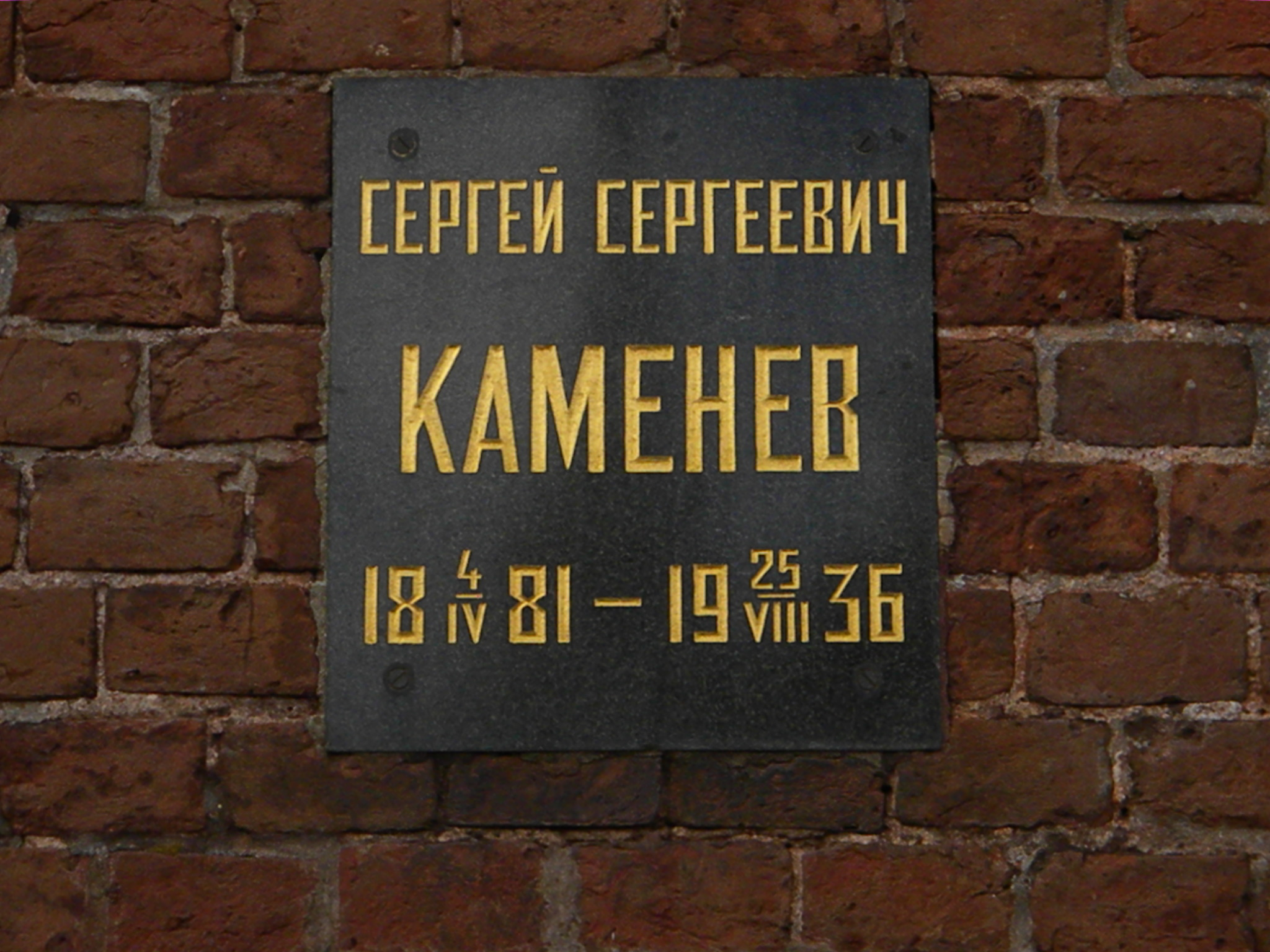
Надгробная плита в Кремлёвской стене (август 2015 года)

Скончался 25 августа 1936 года от сердечного приступа. Урна с прахом Каменева с воинскими почестями была захоронена в Кремлёвской стене.
Посмертно причислен к участникам «антисоветской группы Тухачевского». В 1937 году все названные в его честь объекты без особого шума были переименованы, урна с прахом удалена из Кремлёвской стены, его перестали упоминать в энциклопедиях и книгах о Гражданской войне, хотя формально он не был причислен к «врагам народа» и дочь его не подвергалась репрессиям как «член семьи изменника родины» (но при этом у вдовы отобрали пенсию). В 1950-е годы его дочь Наталия Сергеевна ходатайствовала перед Н. А. Булганиным, лично знавшим Каменева, о реабилитации, однако выяснилось, что в его отношении отсутствовало уголовное дело и приговор. Позднее, в 1960-е годы, табличка с именем С. С. Каменева восстановлена на Кремлёвской стене.

## Труды
Сергей Сергеевич Каменев — автор мемуаров и воспоминаний о Ленине.
- Записки о Гражданской войне и военном строительстве. М., Воениздат, 1963.
- Воспоминания о Владимире Ильиче Ленине. (М., 1972)
- Очередные военные задачи. М., 1922

## Воинские чины и звания
- Нижний чин (юнкер, портупей-юнкер) — с 01.09.1898
- Подпоручик — 09.08.1900 (ст. 09.08.1899)
- Поручик — 10.10.1904 (ст. 09.08.1903)
- Штабс-капитан — 07.05.1907, «за отличные успехи в науках»
- Генерального штаба капитан — 06.12.1909
- Генерального штаба подполковник — 06.12.1914 (ст. 06.12.1913)
- Генерального штаба полковник — 06.12.1915 (15.08.1916[20], — ст. 06.12.1914)
- Командарм 1-го ранга — 20.11.1935[21]

## Награды
- Орден Святого Станислава 3-й степени (ВП от 06.12.1912)
- Медаль «В память 300-летия царствования дома Романовых» (1913)
- Орден Святой Анны 3-й степени (ВП от 05.03.1915)
- Орден Святого Владимира 4-й степени с мечами и бантом (ВП от 17.03.1915)
- Орден Святого Станислава 2-й степени (ВП от 02.04.1915)
- Орден Святой Анны 2-й степени с мечами (Приказ СЗФ № 635 от 19.02.1915; утв. ВП от 15.04.1916)
- Высочайшее благоволение (ВП от 26.04.1915; «за отлично-усердную службу и труды, понесённые во время военных действий»)
- Золотое боевое оружие — сабля со знаком ордена Красного Знамени РСФСР на ножнах (08.08.1919)[22]
- Орден Красного Знамени РСФСР (29.05.1920[23])
- Почётное революционное оружие — пистолет (маузер) со знаком ордена Красного Знамени РСФСР (26.01.1921[24])
- Орден Красного Знамени Хорезмской народной советской республики (30.12.1921)
- Орден Красной Звезды 1-й степени Бухарской народной советской республики (17.08.1922)

## Семья
Жена — Варвара Фёдоровна (1883—1952), дочь — Наталья (1906—1988). Похоронены на шестом участке Введенского кладбища.

## Память
- В Киеве две улицы назывались в честь Сергея Каменева: в 1936—1937 годах — Московская улица на Печерске, а в 1977—2015 годах — нынешняя улица Петра Болбочана.
- Его имя носит улица в Зарайске.
- Сергей Сергеевич Каменев — почётный курсант Московского высшего военного командного училища.